# Молниеносные катастрофы
Молниеносные катастрофы (англ. Destroyed in Seconds) — получасовая американская программа, передаваемая на канале Discovery Channel. Она показывает фрагменты видео уничтожения чего-либо, например видео авиакатастроф, взрывов, водоворотов, крушений лодок, ДТП, потопов и т. д. Передача использует настоящие видео событий, которые произошли в реальности и комментарий, который объясняет изображенные разрушения. Некоторые из показанных событий приводят к смертям и все к повреждениям имущества.

## Формат
В программе рассказывается о различных катастрофах, авариях, взрывах и других бедствиях. Для программы характерны рекламные паузы в самые напряженные моменты видеозаписи особо сильных разрушений или событий, приведших к многочисленным жертвам.

## Символика
Слоган программы — «Всё, что строилось дни, недели, месяцы, будет уничтожено в секунды».